# 御倉邸
御倉邸（おぐらてい）は、福島県福島市御倉町にある公園。敷地内には復元された旧米沢藩米蔵と現存する中で最古の日本銀行の役宅がある。

## 概要
元々は1927年（昭和2年）に建てられた日本銀行福島支店支店長の邸宅であったが、2000年（平成12年）に福島市が取得、改装の後に御倉邸として市民に一般公開した。
戦前の日本銀行の役宅として現存するのは福島市の御倉邸と新潟市の砂丘館（1933年築）の2か所だけである。
母屋は瓦葺きの平屋建て家屋で、庭には日本庭園が広がるなど、一般的な和風建築であるが、応接室は戦後に進駐軍に利用されたため洋風に改装された。御倉邸としての改装時には敷地にオープンデッキや売店が設けられた。一般市民のための茶会などの催しが開かれている。

## 歴史
江戸時代以前、現在の御倉邸東側の阿武隈川沿いには「福島河岸」という人や荷物の揚げ下げを行った当時を代表する水運の集約地が存在し、福島藩倉や年貢米の為の御城米御蔵はもちろん、会津藩、米沢藩御蔵の廻米御蔵が川面に立ち並んでいた。
明治時代以降、御倉邸が所在する御倉町及び隣接する杉妻町を通る「密語橋通り（東裡通り）」沿いには、過去に日本銀行支店長宅の他に日本興業銀行支店長、富士銀行支店長、福島市長の各邸宅および豪商宅が建ち並ぶ住宅地となっていた。

## データ
住所
- 福島県福島市御倉町1番78号

開館
- 10時00分 - 18時00分

休館
- 毎週火曜日および年末年始

その他
- 売店併設

## 交通
鉄道
- 福島駅 徒歩15分

バス
- 福島交通 荒町停留所 徒歩3分
- 福島交通 県庁前停留所 徒歩5分
- 福島交通 御倉邸前停留所 徒歩2分 ※春季（花見シーズン限定）